# Sean Maddocks
Sean Maddocks (* 10. April 2002 in Liverpool) ist ein englischer Snookerspieler. 2020 erhielt er die Berechtigung zur Teilnahme für zwei Jahre an der Profitour.

## Karriere
Bereits mit 10 Jahren wurde das Talent von Sean Maddocks entdeckt und er bekam mit Neil Johnson einen festen Snookertrainer. Zwei Jahre später gehörte er zu den besten Jugendspielern in seiner Region und wurde als Snooker Gym Junior Player of the Year ausgezeichnet. In den folgenden Jahren holte er 7 Jugendtitel in verschiedenen Altersstufen im County Merseyside und wurde 5-mal U-17-Meister der Region Nordwest.
Im Juli 2017 machte er Schlagzeilen, als er mit 15 Jahren und 90 Tagen als bis dahin jüngster Spieler bei einem offiziellen Turnier ein Maximum Break erzielte. Er unterbot damit den bisherigen Rekordhalter Ronnie O’Sullivan um 8 Tage und wurde ins Guinness-Buch der Rekorde eingetragen. Im selben Jahr gewann er sein erstes Erwachsenenturnier, das Merseyside Open, gegen Ex-Profi John Whitty. Bei der U18- und der U21-Europameisterschaft des europäischen Verbands kam er im Jahr darauf jeweils unter die Letzten 32.
Danach versuchte er bereits mit 16 Jahren sich für die Profitour zu qualifizieren. Bei seinem allerersten Q-School-Turnier schaffte er es auf Anhieb ins Viertelfinale seiner Gruppe, konnte in den anderen beiden Turnieren die Leistung aber nicht wiederholen. Weitere Erfahrung sammelte er in der Challenge Tour 2018/19, wo er immerhin zweimal ins Achtelfinale vorstieß. Im ersten Turnier der Q School 2019 schlug er mit Chen Zifan, Barry Pinches und Hamza Akbar gleich drei Spieler mit Profierfahrung, scheiterte jedoch im Entscheidungsspiel gegen David Lilley mit 0:4. Anfang 2020 bekam Maddocks eine zweite Chance. Beim Junior Open der World Snooker Federation (WSF) erreichte er wieder das Finale eines Qualifikationsturniers. Er verlor das Match mit 2:5 gegen Gao Yang und verpasste erneut den direkten Tourzugang. Bei seiner zweiten U18-EM im März 2020 erreichte Maddocks das Finale und verlor gegen den Titelverteidiger und späteren U21-Meister Aaron Hill. Damit hatte er jedoch innerhalb kürzester Zeit auch das dritte Entscheidungsspiel um eine Tourkarte verloren.
Schließlich profitierte er aber von der COVID-19-Pandemie, wegen der ein Qualifikationsturnier in China abgesagt wurde. Der Weltverband beschloss, zwei freigebliebene Tourplätze nachträglich an die Zweitplatzierten der beiden WSF-Turniere zu vergeben. Damit erhielt er doch noch die Berechtigung, an den Profiturnieren der Spielzeiten 2020/21 und 2021/22 teilzunehmen. Sean Maddocks ist in Liverpool unter anderem Trainingspartner der Profispieler Rod Lawler, Ricky Walden und Andrew Higginson.
In seinem ersten Profispiel in der Saison 2020/21 gelang ihm in der Championship League ein 3:0-Erfolg über Michael Holt. Aber schon gegen den Amateurspieler Daniel Womersley in der Gruppe kam er nicht über ein Unentschieden hinaus. Beim anschließenden European Masters unterlag er einem Amateur-Nachrücker in Runde 1. Danach blieb er bis zum Ende der Saison ohne Sieg und stand ganz am Ende der Rangliste. In der nächsten Saison dauerte es bis zu den Northern Ireland Open, bis er überhaupt wieder einen Frame gewann. Ein einziges Spiel, gegen den gleichaltrigen Mit-Tourneuling Jamie Wilson, gewann er beim European Masters, die 15 übrigen Partien verlor er, 10 davon zu Null. Damit stand er am Ende der Rangliste und verlor seinen Profistatus wieder. Rückkehrversuche in den darauf folgenden Jahren über die Q School und die Q Tour blieben erfolglos.

## Erfolge
Amateurturniere:
- Vizemeister der WSF Junior Open (2020)
- Vizemeister der U18-Europameisterschaft (2020)
- Sieger des Merseyside Open (2017)